# Corología
La corología es una de las ciencias auxiliares que forma parte de la biogeografía. Se ocupa de estudiar el área de distribución de los organismos y de la determinación de una serie de corotipos comunes a muchos de ellos.

## Corotipos
La distribución geográfica de plantas y animales puede expresarse de manera sintética mediante los corotipos. 
El análisis comparativo de las áreas de distribución de numerosos organismos conduce a la determinación de diversos corotipos generales; es decir, numerosas especies (o géneros o taxones superiores) comparten un área de distribución similar, pongamos por caso, la cuenca mediterránea, con lo que puede definirse el corotipo "mediterráneo"; tales especies solo viven en los territorios que circundan el mar Mediterráneo, ya que tienen unas exigencias ecológicas concretas (temperatura, humedad, etc.) que les hace imposible extender su área de distribución más allá.

### Algunos corotipos importantes
A continuación se enumeran algunos de los corotipos generales; se sobreentiende que una especie o cualquier otro taxón no debe colonizar toda la extensión del área mencionada, pero sí estar presente, aunque sea de manera discontinua en las regiones indicadas.
1. Holártico. Especies que habitan la Región Holártica (Eurasia, África al norte del desierto del Sáhara y Norteamérica).
  1. Paleártico. Especies que habitan la Región Paleártica (Eurasia al norte del Himalaya), incluyendo África al norte del Sáhara y Macaronesia.
    1. Euroasiático o Asiático-Europeo. Corotipo que incluye Eurasia al norte del Himalaya.
    2. Paleártico occidental. Especies distribuidas desde Macaronesia y norte de África, hasta los Urales, el mar Caspio y mitad norte de la península arábiga.
    3. Asiático o Paleártico oriental. Incluye Asia al este del Caspio y al norte del Himalaya.
    4. Eurosiberiano o Sibero-Europeo. Especies repartidas por Europa, Anatolia y Siberia, es decir, Asia al norte de una línea imaginaria que va desde el río Amur hasta el Caspio; se excluyen por tanto las zonas esteparias de Asia Central.

  2. Neártico. Especies distribuidas en la Región Neártica, es decir, Norteamérica hasta las montañas de México central.
2. Neotropical. El resto del continente americano, es decir, la Región Neotropical, incluyendo el Caribe, el sur de Florida, el sur de Baja California y el sur de México.